# Deer Creek (Illinois)
Deer Creek – wieś w hrabstwach Tazewell i Woodford, w stanie Illinois w Stanach Zjednoczonych.

## Demografia
W 2014 roku jej populacja wynosiła 781 osób. Jej teren to około 1,39 km² lądu oraz 0,02 km² terenów wodnych. W 2014 roku we wsi było 295 domów i 203 rodziny. W jednym budynku mieszkało średnio 3,2 osoby.
W 2010 roku 27,8% mieszkańców miało poniżej 18 lat. 8,4% to osoby pomiędzy 18 a 24 rokiem życie. 30,4% osób to osoby w wieku od 25 do 44 lat, 21,3% to osoby w wieku od 45 do 65 lat. Osoby starsze stanowiły 12,1% społeczności. Średni wiek wyniósł 35 lat. Na każde 100 kobiet przypadało 105,8 mężczyzn. Na każde 100 kobiet w wieku 18 lat i więcej przypadało 106,1 mężczyzn.

## Szkoły
Szkoła średnia Dee-Mack z siedzibą w Mackinaw jest lokalną szkołą rejonową Deer Creek. Uczęszczają do niej nastolatkowie zarówno z Deer Creek, jak z i Mackinaw.

## Znane postacie
- Wilson Tucker, pisarz literatury science-fiction